# Мунц, Мартина
Мартина Мунц (нем. Martina Munz; род. 26 декабря 1955, Цюрих, Швейцария) — швейцарский политик, член Социал-демократической партии Швейцарии, депутат Национального совета Федерального собрания с 2013 года.

## Биография
Мунц является членом Национального совета с 9 сентября 2013 года, когда заняла место Ханса-Юрга Фера, который ушёл в отставку. С того времени дважды переизбиралась. В рамках парламентской работы является членом комиссии по правовым вопросам Национального совета.
Согласно собственным заявлениям, Мунц вступила в Социал-демократическую партию Швейцарии в 1993 году. Является членом Кантонального совета кантона Шаффхаузен с января 2000 года, а с марта 2009 года и руководителем отделения Социал-демократической партии Швейцарии в кантоне. 28 июня 2016 года была избрана президентом Швейцарского свободного альянса за геннонемодифицированные продукты.
Мунц получила образование в области сельского хозяйства в Швейцарской высшей технической школе Цюриха и является преподавателем профессиональной школы.
Замужем, воспитывает четверых детей. Живёт в коммуне Халлау кантона Шаффхаузен.
4 февраля 2021 года взяла шефство над Юлией Слуцкой, основательницей «Пресс-клуба Беларусь» и белорусской политической заключённой. 28 сентября 2021 года стала патроном Елены Толкачёвой, журналистки TUT.BY и политзаключённой.